# Herb Józefowa nad Wisłą
Herb Józefowa nad Wisłą – jeden z symboli miasta Józefów nad Wisłą i gminy Józefów nad Wisłą w postaci herbu.

## Wygląd i symbolika
Herb przedstawia złotego lwa wyskakującego w lewo zza muru i półtrzecia krzyża z lewej strony. 
Lwa i mur zaczerpnięto z herbu szlacheckiego Prawdzic, zaś krzyż z herbu Pilawa. Pierwowzorem herbu miasta była pieczęć miejska Józefowa z 1717, ukazująca pół lwa na murze trzymającego tarczę z herbem Pilawa.